# Miguel Keith
Miguel Keith (San Antonio, 2 giugno 1951 – 9 maggio 1970) è stato un militare statunitense appartenente al corpo dei Marines, insignito postumo della Medal of Honor.
Fu insignito della più alta decorazione militare degli Stati Uniti per il coraggio dimostrato nella guerra del Vietnam durante un'azione che gli costò la vita nel maggio 1970. Pur colpito diverse volte da attacchi, avanzò contro l'esercito vietnamita, riuscendo a salvare il suo plotone da un esercito più numeroso.

## Carriera
Keith si arruolò nel Corpo reclute dei Marines di San Diego prima di entrare nella scuola di combattimento individuale a Camp Pendleton in California. A settembre fu inviato in Vietnam, dove arrivò il 6 novembre 1969, assegnato al First Combined Action Group.
L'8 maggio 1970 Keith, mentre stava manovrando una mitragliatrice fu attaccato dall'esercito nemico che, in quel momento, disponeva di molti più uomini del suo. Ferito gravemente durante l'attacco, avanzò da solo contro i nemici con la mitragliatrice uccidendone 3 e facendo disperdere gli altri, mettendo di fatto in salvo la vita dei suoi compagni.
Durante quest'avanzata fu colpito ancora più seriamente da una granata e, morente, disperse un altro gruppo di 25 nemici, causando, di fatto, la loro ritirata.
Morì a seguito delle ferite riportate. Il suo corpo fu sepolto nel Forest Lawn Cemetery di Omaha in Nebraska.